# Nonna og Manna fossinn
Nonna og Manna fossinn (Isländisch für Nonnis und Mannis Wasserfall) ist ein Wasserfall in den Westfjorden von Island.
Der Fluss Þingmannaá stürzt hier in mehreren Stufen in die Tiefe.
Hinter einer dieser Stufen kann man gehen, wie beim bekannten Seljalandsfoss.
Das Gebiet, nicht nur um den Wasserfall, steht seit 1975 unter Naturschutz.
Die Þingmannaá fließt kurz unterhalb der Brücke des Vestfjarðavegurs  in den Vatnsfjörður.

## Name
Der in den Karten unbenannte Wasserfall bekam diesen Namen, weil einige wichtige Szenen aus der ZDF-Weihnachtsserie Nonni und Manni an dem Wasserfall entstanden, die ab dem 26. Dezember 1988 ausgestrahlt wurde.